# Songs for a Tailor
Songs for a Tailor — дебютный сольный альбом британского музыканта Джека Брюса, выпущенный в августе 1969 года лейблом Polydor Records (Великобритания) и в октябре того же года лейблом Atco Records (США). В 2003 году переиздан с добавлением четырёх бонус-треков.

## Об альбоме
Этот альбом был записан Брюсом после распада группы Cream и хотя он не был оценен так же высоко, как работы этой группы, смог подняться до #6 в UK Albums Chart и #55 в Billboard Top LP’s. Продюсером альбома стал Феликс Паппаларди, ранее сотрудничавший с Cream, он также принял участие в записи. Кроме того, в записи альбома приняли участие Джордж Харрисон, указанный в выходных данных под псевдонимом Л’Анджело Мистериозо
и участники группы Colosseum Джон Хайсман и Дик Хекстолл-Смит.
Музыку для всех композиций этого альбома написал Джек Брюс, а тексты песен — поэт и композитор Пит Браун. Особенно успешной оказалась вторая по счёту композиция под названием «Theme for an Imaginary Western», позднее её исполняли многие другие музыканты, в том числе, Mountain, Лесли Уэст, Colosseum, Greenslade. В своей автобиографической книге «White Rooms and Imaginary Westerns» Пит Браун упоминает об этой песне и о том, что в её тексте содержатся отсылки к Грэму Бонду и Дику Хекстолл-Смиту, бывшим коллеги Брюса по группе The Graham Bond Organisation.

## Список композиций
| №  | Название                                   | Длительность |
| -- | ------------------------------------------ | ------------ |
| 1. | «Never Tell Your Mother She’s Out of Tune» | 3:41         |
| 2. | «Theme for an Imaginary Western»           | 3:30         |
| 3. | «Tickets to Water Falls»                   | 3:00         |
| 4. | «Weird of Hermiston»                       | 2:24         |
| 5. | «Rope Ladder to the Moon»                  | 2:54         |

| №  | Название                | Длительность |
| -- | ----------------------- | ------------ |
| 1. | «The Ministry of Bag»   | 2:49         |
| 2. | «He the Richmond»       | 3:36         |
| 3. | «Boston Ball Game 1967» | 1:45         |
| 4. | «To Isengard»           | 5:28         |
| 5. | «The Clearout»          | 2:35         |

Бонус-треки, добавленные при переиздании 2003 года
- The Ministry of Bag (demo version) — 3:47
- Weird of Hermiston (alternate mix) — 2:33
- The Clearout (alternate mix) — 3:02
- The Ministry of Bag (alternate mix) — 2:54

## Участники записи
- Джек Брюс — вокал, бас-гитара, орган, фортепиано, акустическая гитара, виолончель
- Harry Beckett — труба
- Джордж Харрисон — гитара на «Never Tell Your Mother She’s Out of Tune» (указан под псевдонимом Л’Анджело Мистериозо)
- Дик Хекстолл-Смит — саксофоны
- Jon Hiseman — ударные (кроме «Rope Ladder to the Moon» и «He the Richmond»)
- Henry Lowther — труба
- Джон Маршалл[англ.] — ударные на «Rope Ladder to the Moon» и «He the Richmond»
- John Mumford — тромбон на «Boston Ball Game 1967»
- Феликс Паппаларди — перкуссия на «He the Richmond», дополнительный вокал и акустическая гитара на «To Isengard»
- Крис Спеддинг — электрогитара
- Art Themen — саксофоны